# 2014 au Nunavut
Chronologie du Nunavut
- 2010
- 2011
- 2012
- 2013
- 2014
- 2015
- 2016
- 2017
- 2018

Cette page concerne des événements d'actualité qui se sont produits durant l'année 2014 dans le territoire canadien du Nunavut.

## Politique
- Premier ministre : Peter Taptuna
- Commissaire : Edna Elias
- Législature : 4e (en)

## Événements
- 10 février : Alexander Sammurtok (en), neveu du député de Rankin Inlet North-Chesterfield Inlet (en) Tom Sammurtok (en), remporte l'élection partielle de Rankin Inlet South (en) avec 54,3 % du vote contre son adversaire, l'ancien député de Rankin Inlet South/Whale Cove Lorne Kusugak avec 45,7 % du vote. L'élection avait été provoqué par une égalité entre les deux candidats lors de l'élection territoriale du 28 octobre 2013.

- 7 au 10 avril : Nunavut Mining Symposium 2014 à Iqaluit[1].

- 26 septembre au 3 octobre : semaine de l'éducation [2]

## Divers
- Pour cette année, les jours fériés sont [3]:
  - 1er janvier : Jour de l'An
  - 18 avril : Vendredi saint
  - 19 mai : Fête de la Reine
  - 21 juin : Journée nationale des Autochtones
  - 1er juillet : Fête du Canada
  - 9 juillet : Jour de Nunavut
  - 4 août : 1er lundi d'août
  - 1er septembre : Jour du Travail
  - 13 octobre : l'Action de grâces
  - 11 novembre : Jour du Souvenir
  - 25 décembre : Jour du Noël